# Loire-Atlantique
Loire-Atlantique (bretonsko Liger-Atlantel, oznaka 44) je francoski departma ob Atlantskem oceanu, imenovan po reki Loari (francosko Loire), ki teče skozenj. Nahaja se v regiji Loire.

## Zgodovina
Prvotni departma Loire-Inférieure je bil ustanovljen v času francoske revolucije 4. marca 1790 iz dela nekdanje zgodovinske province Bretanije. Preimenovan  v sedanje ime je bil leta 1957.
Njegovo prefekturo Nantes številni smatrajo za glavno mesto Bretanje, obstaja pa tudi gibanje za ponovno reintegracijo z regijo Bretanjo.

## Geografija
Loire-Atlantique leži v zahodnem delu regije Loare. Na vzhodu meji na departma Maine-et-Loire, na jugu na Vendée, na zahodu ga obliva Biskajski zaliv, na severu pa meji z departmajema regije Bretanje Morbihanom in Ille-et-Vilaine.